# غاري كوربي
غاري كوربي (بالإنجليزية: Gary Corby)‏ (1963، سيدني في أستراليا)؛ روائي أسترالي.